# Die SchreibWaisen
Die SchreibWaisen sind eine Autoren-Gruppe, bestehend aus:
- Thomas Koch
- Michael Gantenberg
- Peter Freiberg

Die drei Autoren schreiben Drehbücher, in erster Linie für Comedyserien. Außerdem stammte von ihnen die Ideen für die Serien Alles Atze und Ritas Welt, zu denen sie auch die Drehbücher schrieben, seltener auch durch Unterstützung von Co-Autoren.